# グロム (航空機)
Grom / Гром
Army-2021で展示されたグロム
- 用途：UCAV
- 分類：無人航空機
- 設計者：クロンシュタット
- 製造者：未製造
- 運用者： ロシア
- 運用状況：設計段階

グロム（ロシア語: Гром）は、ロシア連邦のクロンシュタットが開発した無人攻撃機。

## 概要
グロムは2021年の兵器展示会｢Army-2021｣で初公開され、クロンシュタットのブースで展示された。
グロムはステルス性を備えた無人航空機であり、ノズルの形状やエアインテークの形状がステルス性に配慮したものとなっている。また、胴体内に収納されるウェポンベイがあり、KAB-250、KAB-500、Kh-38空対地ミサイルなどさまざまな武装を搭載できる。これにより地上目標や沿岸目標の破壊、偵察などを任務とするとされる。
XQ-58やバラクーダに外見が類似しているが、関連性は不明。
グロムはロイヤルウィングマンとしての運用が視野に入れられており、有人機からの管制により攻撃などを行う事が可能とされている。また、グロム自身も｢モルニヤ｣と呼ばれる自爆ドローン10機を管制することが可能とされている。

## 仕様
- 全長：13.8m[1]
- 全高：3.8m[1]
- 翼幅：10m[1]
- エンジン：AL-222-25ターボファンエンジン
- 最大離陸重量：7,000kg[1]
- ペイロード：2,000kg[1]
- 最大速度：1,000km/h[1]
- 巡航速度：650-800km/h
- 最大飛行高度：12,000m[1]
- 戦闘行動半径：700km（満載時）[1]
- ハードポイント：翼下に2箇所　機内に2箇所
- レーダー：ASEAレーダー
- 武装
  - KAB-250LG-E誘導爆弾
  - KAB-500S-E誘導爆弾
  - Kh-38MEL空対地ミサイル
  - izdelie 85空対地ミサイル
  - Kh-58UShKE対レーダーミサイル[1]